# ハバネラ

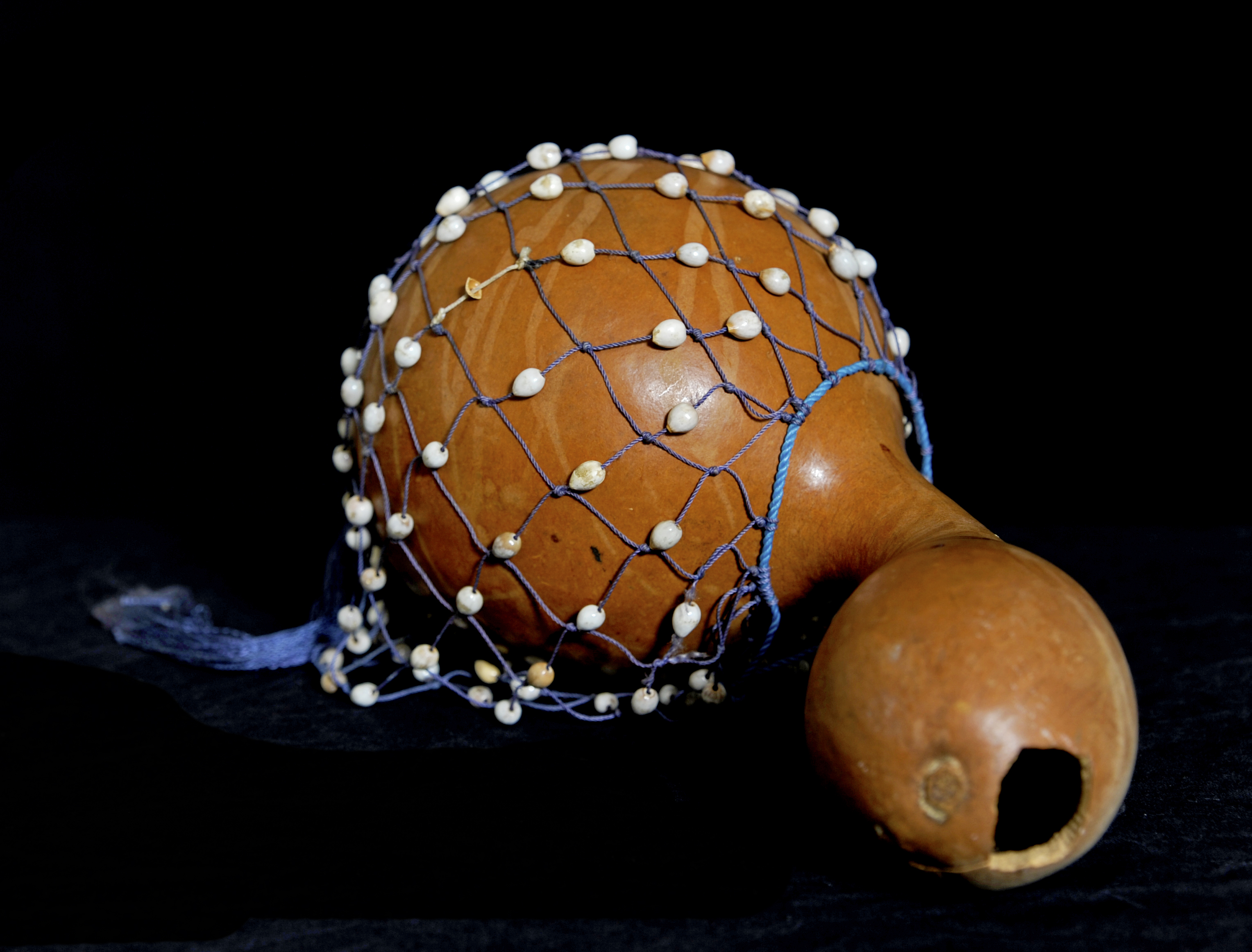
ひょうたん型の楽器、アフリカのシェケレ

ハバネラ（スペイン語・英語：habanera、まれにhavaneraとも）は、特徴的なリズムを備えたキューバの民俗舞曲およびその様式。キューバ音楽の最も古い大黒柱であり、世界中に送り出された最初のキューバ舞曲である。

## 概要
ハバネラは、1791年のハイチ革命における避難民によってハイチからキューバにもたらされた、フランスのコントルダンスに源流がある。最初に「ハバナ風コントルダンス」 (contradanza habanera) と呼ばれたのは、1836年に出版された曲集に収録された、作者不明の『胡椒』 (La Pimienta) である。コントラダンスから発展して革新されたのは、スペインやアフリカの民俗音楽に影響されたリズムにあった。
ハバネラのリズムは船乗りによってスペインに輸入され、19世紀末までに非常に人気の舞曲となった。スペインの作曲家セバスティアン・イラディエルが1860年ごろに作曲した『ラ・パロマ』 (La Paloma) の成功により、国内だけでなくアメリカ合衆国やメキシコでも大成功を収め、ハバネラ・ブームに火を点けた。ハバネラはすべての階層に行き渡り、イングランドやフランスのサロンで国際的な栄華を極めた。
ハバネラが「スペイン舞曲」としてあまりにも根付いてしまったがために、マスネはオペラ『ル・シッド』（Le Cid, 1885年）のバレエの場面に色を添えるためにハバネラを利用している。その他の有名なクラシック音楽のハバネラもたいていフランスの作品であり、ビゼーの『カルメン』の中でカルメンが歌う有名な独唱曲「ハバネラ」（恋は野の鳥）や、サン＝サーンスのヴァイオリン曲『ハバネラ』作品83のほか、ラヴェルは歌曲『ハバネラ形式のヴォカリーズ練習曲』や『スペイン狂詩曲』の第3曲（原曲は4手ピアノ曲『耳で聴く風景』の第2曲）にハバネラを使った。ちなみにビゼーの「ハバネラ」は、イラディエルのハバネラ《El Arreglito》の転用に他ならない。
ハバネラはフラメンコと混ざり合ってアルゼンチンに上陸し、タンゴのルーツとなった。
ハバネラはキューバに逆輸入されると、チャランガ楽団の編成や、いっそうのアフリカ系音楽の要素に影響されて、ダンソンへと発展した。ハバネラ奏者アルカーニョ・イ＝スス＝マラビージョスは、1930年代にコンガに影響されて、（ソンと同じく）モントゥーノを取り入れ、チャランガ楽団によって演奏されるガラーチャなどのラテン音楽との混合に道を開いた。ガラーチャもハイチ由来のキューバの大衆音楽であり、きわめて人気が高く、聴衆を楽しませてきた音楽形式である。
カタルーニャにおいては、船乗りたちに特に人気があり、ハバネラ『爺や』 (El meu avi) がほとんどすべての人に親しまれている。